# Asmaa Mahfuz
Asmaa Mahfuz (arabisch أسماء محفوظ, DMG Asmāʾ Maḥfūẓ; * 1. Februar 1985 in Kairo) ist eine ägyptische politische Aktivistin, Bloggerin und Mitbegründerin der Jugendbewegung des 6. April sowie eines der bekanntesten Mitglieder der Koalition der Revolutionsjugend.

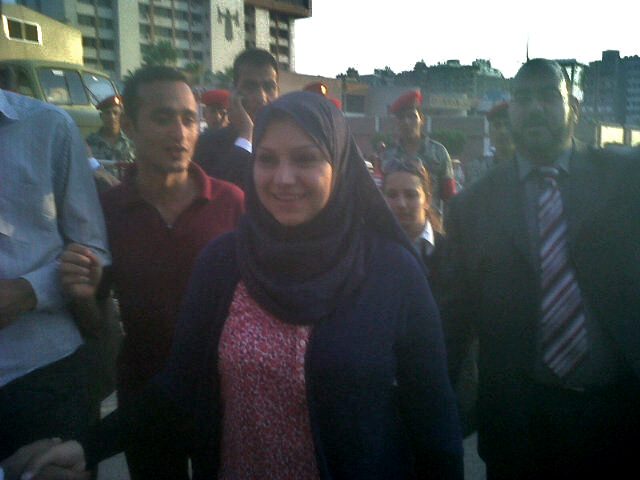
Asmaa Mahfuz (14. August 2011)

## Leben
Sie wurde zu einer der Symbolfiguren der Revolution in Ägypten 2011. Mit ihrem zwischenzeitlich berühmt gewordenen Video bei Facebook vom 18. Januar 2011 (contra zur Regierung Husni Mubaraks, Forderung nach Freiheit, demokratischen Grundrechten und sozialer Gerechtigkeit) trug sie dazu bei, dass sich hunderttausende Ägypter am 25. Januar 2011 auf dem Tahrir-Platz in Kairo zum Protest versammelten.
Im Dezember 2011 wurde ihr der Preis für Meinungsfreiheit des EU-Parlaments, der Sacharow-Preis verliehen.

## Weblinks

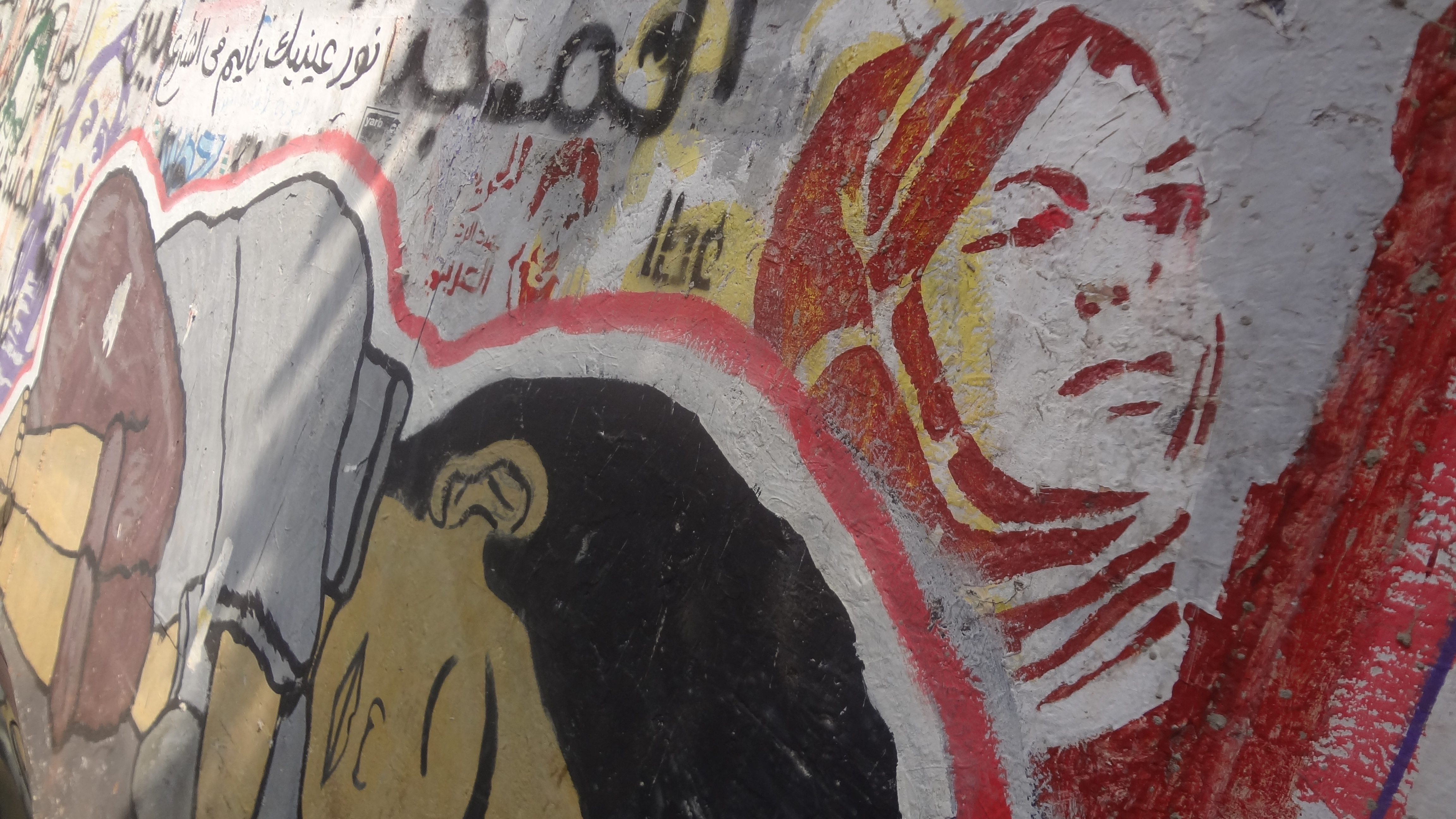
Graffiti mit ihrem Porträt